# Mineuse des feuilles d'allium
Napomyza gymnostoma
 (août 2013).
Si vous disposez d'ouvrages ou d'articles de référence ou si vous connaissez des sites web de qualité traitant du thème abordé ici, merci de compléter l'article en donnant les références utiles à sa vérifiabilité et en les liant à la section « Notes et références ».
Espèce
Napomyza gymnostoma est une mouche ravageuse des plantes du genre Allium (poireau, ail, ciboulette, oignon, etc.) en Europe sous sa forme larvaire. Sa larve est appelée mineuse des feuilles d’Allium ou Mouche mineuse du poireau.
Certaines classifications considèrent Napomyza comme un sous-genre du genre Phytomyza ; pour d'autres, ces termes seraient des genres synonymes.

## Synonymie[3]
- Agromyza phytomyzina Hering, 1933
- Phytomyza algeciracensis Strobl, 1906
- Phytomyza gymnostoma Loew, 1858
- Phytomyza palpalis Hendel, 1936
- Phytomyza palpata Hendel, 1935

## Description
N. gymnostoma hiverne sous forme de pupes attachées aux tissus de la plante. Au début du printemps, les adultes émergent. Les adultes sont de petites mouches grisâtres de 3 mm de long, avec une grosse tête jaune. La longueur des ailes varie de 2,9 mm pour les mâles à 4,0 mm pour les femelles. Les pattes sont foncées avec des articulations jaunâtres.

## Propagation
Les observations faites au cours des 25 dernières années suggèrent que la mineuse des feuilles d’Allium doit être considérée comme un nouveau ravageur important des oignons et poireaux, et qu’on peut s’attendre à voir son importance augmenter.
Les dégâts sur les cultures d’Allium provoqués par Napomyza gymnostoma ont été signalés par un nombre croissant de pays européens. Ce ravageur a été décrit pour la première fois en 1858 dans la région de Poznań (Pologne). En 1976, cette espèce a été signalée au Danemark, Suède, Pologne et dans le bassin méditerranéen, mais aucun dégât n’a été observé.
Depuis les années 1980, la mineuse des feuilles d’Allium est devenue un ravageur des Allium dans plusieurs pays pour des raisons qui demeurent inconnues, d’abord en Europe de l’Est et plus récemment en Europe occidentale. Aujourd’hui, ce ravageur est largement répandu en Europe :
- 1986 : Hongrie
- 1990 : Croatie (où ce ravageur est signalé comme le plus important et le plus fréquent des oignons), Slovaquie.
- 1992 : Serbie-Monténégro
- 1994 : Slovénie, Autriche et Allemagne
- 1997 : Pologne
- 1999 : Italie
- 2003 : France (Alsace), Espagne, Suisse, Turquie et Royaume-Uni.

## Dégâts
Ce parasite attaque plus particulièrement le poireau, mais aussi la ciboulette et à une échelle moindre l’oignon, l’ail et l’échalote. Les larves de N. gymnostoma minent les tiges et les bulbes d’Allium, qui deviennent mous et sensibles aux infections fongiques ou bactériennes. Fréquemment, des déformations sévères des feuilles et des tiges fendues sont observées. Les femelles font de nombreuses piqûres d’alimentation, sur les feuilles. Ces piqûres sont le premier signe que les mouches sont actives.
Les œufs sont pondus dans les tissus végétaux, habituellement à la base des feuilles. Les larves minent les feuilles, en descendant dans la tige, et finalement vers le bulbe, puis se transforment en nymphe à l’extrémité de leurs galeries. Pendant l’été, le ravageur estive sous forme de nymphe à l’intérieur des plantes. Une autre génération d’adultes émerge à la fin de l’été, début de l’automne. Au printemps, les dégâts sont observés après le premier vol des adultes. Sur les poireaux par exemple, qui sont habituellement petits à cette période de l’année, quelques larves peuvent tuer une plante, si bien qu’un champ infesté peut rapidement présenter un grand nombre de plantes manquantes. En automne, les plantes sont plus grandes et tolèrent des niveaux de populations plus élevées. Même si aucun chiffre n’est donné, les pertes causées par N. gymnostoma sont considérées d’importance économique.
Il est signalé en Serbie, que la présence d’environ 20 mineuses par plante peut mener à sa destruction. En outre, la présence de larves dans les jeunes plantes d’oignon et de poireau peut les rendre invendables. Les adultes peuvent voler, mais davantage d’études sont nécessaires sur les périodes et les distances de vol. Il n’y a pas de données sur le rôle éventuel de bulbes infestés dans la dissémination des insectes. Les Allium sont largement cultivés dans la région et dans de nombreux pays européens, N. gymnostoma est mentionné comme un ravageur émergeant et économiquement important.

## Lutte
D’autres études sont nécessaires sur les mesures de lutte (rotations, destruction de débris végétaux, lutte chimique).